# Tolapai
Tolapai — кодовое название встраиваемого процессора фирмы Intel, выпущенного в 3 квартале 2008 года, основанного на технологии система на кристалле (SoC), который объединяет процессорное ядро x86 (Pentium M (Dothan)), контроллеры памяти DDR2 и контроллеры ввода-вывода, а также встроенный ускоритель QuickAssist для защитных функций.
Встраиваемый процессор Tolapai имеет 148 миллионов транзисторов, 1088-контактный корпус FCBGA с 1,092 мм отверстиями и выпускаться в упаковке 37,5 мм x 37,5 мм. Также это первый объединённый x86-процессор, чипсет и контроллер памяти фирмы Intel со времён 80386EX, выпущенного в 1994 году.
Intel EP80579 — интегрированный процессор для встраиваемых систем.